# Estaires Communal Cemetery and Extension
Le cimetière « Estaires Communal Cemetery and Extension » est un cimetière de la Première Guerre mondiale situé à Estaires (Nord).

## Victimes
| Pays             | Victimes (Communal) | Victimes (Extension) |
| ---------------- | ------------------- | -------------------- |
| Royaume-Uni      | 228                 | 437                  |
| Canada           | 5                   | 1                    |
| Australie        | 5                   | 55                   |
| Nouvelle-Zélande | 1                   | 55                   |
| Inde             | 1                   | 8                    |
| Allemagne        | 5                   | 6                    |
| France           | -                   | 2                    |
| Total            | 245                 | 673                  |
| Total            | 948                 |                      |

## Coordonnées GPS
50° 38′ 45″ nord, 2° 43′ 46″ est